# Батія (Спарта)
Ба́тія (також Бате́я, дав.-гр. Βάττεια або Βατέα) — персонаж давньогрецької міфології, дріада або наяда, дружина спартанського царя Ойбала.
За деякими джерелами вона була дочкою річкового бога Скамандра і, відповідно, наядою, народила Ойбалу трьох синів: Тіндарея, Гіппокоона та Ікарія.
Однак існувало ще кілька версій походження спартанського царя Тіндарея, земного батька Єлени Прекрасної. Є припущення, що матір'ю Тіндарея та Ікарія була Горгофона, дочка Персея і Андромеди, дружина спартанського царя Перієра або Ойбала.